# 石井ゆかり (占星術師)
石井 ゆかり（いしい ゆかり、6月29日生）は、日本の著作家。

## 来歴
大学卒業後、独学で星占いを学び、2000年から星占いサイト「筋トレ」を立ち上げた。年間、月間、週間の12星座占いや、新月・満月占い、上半期・下半期の占いなどを雑誌やウェブサイト、携帯コンテンツ等で執筆・担当するほか、星占い以外の分野でも著作を発表している。「12星座シリーズ」は、120万部を突破した。
日本語版のほかに、タイ語版の「12星座シリーズ」がタイでも出版されている。星占いサイト「筋トレ」は、アクセス数８千万（2014年）、twitterのフォロワー数は16万（2014年）。全国のカルチャースクール等で、レクチャーや講演会などをしている。

## 人物・Web
個人サイトの星占い等 テキストコンテンツ サイト「筋トレ」を運営している。鏡リュウジ氏とは、仕事上よく一緒になる。著書以外に、複数の雑誌やインターネット上において、星占いコーナーの連載を担当。モバイルサイトにも、人気コンテンツが設けられている。（【石井ゆかりの星読み】）
上記の「石井ゆかりの星読み」の他、PC・モバイル版に、「石井ゆかりの星読み／テーマ別 占いセレクション」などがある。（【星で「私」を読む】【星で「恋愛」を読む】【星で「仕事・適性」を読む】）
雑誌「フィガロジャポン」のオフィシャルサイトにおいて「石井ゆかりの星占い」、雑誌「madameFIGARO」「Marisol」等にも、月間占いを掲載中。Yahoo! JAPANによる「Yahoo!占い」の「星をさがす」等にもコンテンツが設けられ、アドバイザーとしても関わっている。（雑誌寄稿／不定期：「an・an」「InRed」「sweet」「Kiss」「CREA」「pen」「ケイコとマナブ」その他。袋とじの特集号等も掲載。なお、「袋とじ」特集号のことを、本人は常々「エロくないふくろとじ」と表現している）
朝日カルチャーセンター、産経学園等、全国の複数のカルチャースクールにおいて、星占い関連のレクチャーやトークライブなどを行っている。（不定期）。天体観測にも関心があるという。
ムーミン・セレクションDVD「楽しいムーミン一家」シリーズ（ビクターエンタテインメント）の解説も執筆。タイアップの「ほしジュエリー」シリーズや、名言等が記された「ビブリオマンシー」ハンカチ等も商品化されている。伊勢丹新宿店とのコラボ企画「スター・アイテムセレクション」、Afternoon Teaブランドのトーベ・ヤンソン：ムーミン企画などにも関わっている。
ラジオ番組にゲスト出演することがある。猫と酒が好き。

## 著書

### 星占い関連
- 石井ゆかりの星読み（アプリ）（2010年・2011年・2012年・2013年・2014年・2015年モバイル版〉）
- 石井ゆかりの星読み／テーマ別セレクション（【星で「私」を読む】【星で「恋愛」を読む】【星で「仕事・適性」を読む】）（〈PC・モバイル版〉）
- 星ダイアリー2012[1]（幻冬舎コミックス2011年9月）
  - 星ダイアリー2013（幻冬舎コミックス／2012年9月）
  - 星ダイアリー2014（幻冬舎コミックス／2013年9月）
  - 星ダイアリー2015（幻冬舎コミックス／2014年9月）
- 3年の星占い（WAVE出版／2014年11月）
- 星の交差点（イーストプレス／2013年12月）
- 石井ゆかりの星占い教室のノート（実業之日本社／2013年11月）
- 月のとびら（阪急コミュニケーションズ／2013年9月）
- 夢を読む（白泉社／2012年11月）
- 12星座シリーズ（WAVE出版）
  - 『牡羊座』『牡牛座』『双子座』『蟹座』『獅子座』『乙女座』（2010年6月）
  - 『天秤座』『蠍座』『射手座』『山羊座』『水瓶座』『魚座』（2010年9月）
- 星占いのしくみ 運勢の「いい」「悪い」はどうやって決まるのか? （平凡社新書／2009年11月） ※鏡リュウジ氏との共著。
- 星栞（ほしおり）―2012年下半期の星占い[2]（幻冬舎／2012年5月）
- 星栞（ほしおり）―2013年下半期の星占い（幻冬舎／2013年5月）
- 星栞（ほしおり）―2014年下半期の星占い（幻冬舎／2014年5月31日）
- 星読み+（プラス）（幻冬舎コミックス／2010年10月）
- 12星座（WAVE出版2007年12月）
- 星読み ホロスコープなしでわかるあなたの運勢[3]（幻冬舎コミックス／2006年10月）

### その他
- 結婚へつづく道（二見書房／2014年10月）
- 愛する力。〜続 愛する人に。〜（幻冬舎コミックス／2014年1月）
- 新装版・愛する人に。（幻冬舎コミックス／2014年1月）
- ひかりの暦（小学館／2014年1月）
- 金色の鳥の本（パイ・インターナショナル／2013年10月）
- 親鸞（パイ・インターナショナル／2012年12月）
- 都会の星（白泉社／2012年11月）
- 薔薇色の鳥の本（パイ・インターナショナル／2012年3月）
- 星をさがす（WAVE出版／2012年1月）
- 青い鳥の本（パイ・インターナショナル／2011年6月）
- 禅語（PIE BOOKS／2009年11月）
- 愛する人に。（幻冬舎コミックス／2009年6月）
- いつか、晴れる日（PIE BOOKS／2009年6月）
- 星なしで、ラブレターを。（幻冬舎コミックス／2008年3月）